# Campionat d'Espanya de Tennis masculí
El Campionat d'Espanya de tennis masculí (en castellà: Campeonato de España absoluto masculino) és una competició esportiva de tennis, celebrat per primer cop el 1910. De caràcter anual, fou organitzat des de la seva fundació per l'Associació de Lawn-Tennis d'Espanya, futura Reial Federació Espanyola de Tennis. S'ha disputat de forma ininterrompuda, tret del parèntesi de la Guerra Civil. Tingué força popularitat durant la dècada de 1960 amb l'aparició de tenistes com Andrés Gimeno, Manolo Santana i Manuel Orantes.
La Federació Espanyola va decidir suprimir el campionat d'Espanya de tennis en categoria absoluta a partir de 2017 després que en les darreres edicions no hi participaven els millors jugadors del rànquing.

## Historial
| En negreta = Campió (1) = Nombre de títols |

### Individual masculí absolut
| Edició   | Any  | Campió                                                      | Subcampió                                                   | Resultat                                                    | Seu                                                         | Ciutat                                                      |
| -------- | ---- | ----------------------------------------------------------- | ----------------------------------------------------------- | ----------------------------------------------------------- | ----------------------------------------------------------- | ----------------------------------------------------------- |
| I        | 1910 | Luis de Uhagón                                              | Santiago Méndez-Vigo                                        | 6−2, 6−2, 6−0                                               | Madrid LTC                                                  | Madrid                                                      |
| II       | 1911 | Luis de Uhagón (2)                                          | Ernest Witty                                                | 6−3, 6−4, 6−3                                               | RLT Turó                                                    | Barcelona                                                   |
| III      | 1912 | José Alonso                                                 | Luis de Uhagón Barrios                                      | 7−5, 3−6, 6−2, 6−4                                          | Recreation Club                                             | Sant Sebastià                                               |
| IV       | 1913 | Vicente Marín                                               | Josep Maria Sagnier                                         |                                                             | Club de Los Ingleses                                        | Madrid                                                      |
| V        | 1914 | Josep Maria Sagnier                                         | Vicente Marín                                               | 6−4, 7−5, 1−6, 6−1                                          | RCT Barcelona                                               | Barcelona                                                   |
| VI       | 1915 | Manuel Alonso                                               | Manuel de Gomar                                             | 5−7, 6−2, 7−5, 4−6, 6−0                                     | Recreation Club                                             | Sant Sebastià                                               |
| VII      | 1916 | Manuel de Gomar                                             | José Alonso                                                 | 7−5, 6−4, 6−3                                               | RC Puerta Hierro                                            | Madrid                                                      |
| VIII     | 1917 | Manuel de Gomar                                             | Manuel Alonso                                               | 6−3, 5−7, 7−5, 6−4                                          | Club Marítimo del Abra                                      | Bilbao                                                      |
| IX       | 1918 | Manuel de Gomar (3)                                         | Eduard Flaquer                                              | 3−6, 6−3, 6−2, 6−1                                          | RCT Barcelona                                               | Barcelona                                                   |
| X        | 1919 | Manuel Alonso                                               | Enrique Satrústegui                                         | 2−6, 6−0, 6−3, 6−4                                          | Recreation Club                                             | Sant Sebastià                                               |
| XI       | 1920 | Manuel Alonso (3)                                           | J.M. Fernández Liencres                                     | 6−2, 6−4, 6−1                                               | LTC Gijón                                                   | Gijón                                                       |
| XII      | 1921 | Fleetwood Keighly Peach                                     | John Howard Howell                                          |                                                             | RC Recreativo                                               | Huelva                                                      |
|          | 1922 | Edició no celebrada                                         | Edició no celebrada                                         | Edició no celebrada                                         | Edició no celebrada                                         | Edició no celebrada                                         |
| XIII     | 1923 | Eduard Flaquer                                              | Raimon Morales                                              | 3−6, 6−2, 6−0, 6−3                                          | RLT Turó                                                    | Barcelona                                                   |
| XIV      | 1924 | Eduard Flaquer                                              | Ricardo Saprissa                                            | 6−4, 6−1, 6−2                                               | LTC Huelva                                                  | Huelva                                                      |
| XV       | 1925 | Raimon Morales                                              | José Eduardo Olano                                          | 6−2, 6−4, 6−3                                               | RST Santander                                               | Santander                                                   |
| XVI      | 1926 | Francesc Sindreu                                            | Eduard Flaquer                                              | 7−9, 6−4, 6−4, 6−3                                          | Real Zaragoza CT                                            | Saragossa                                                   |
| XVII     | 1927 | Eduard Flaquer (3)                                          | Raimon Morales                                              | 2−6, 6−1, 6−0, 6−2                                          | RC Puerta Hierro                                            | Madrid                                                      |
| XVIII    | 1928 | Francesc Sindreu (2)                                        | Eduard Flaquer                                              | 6−3, 7−5, 6−4                                               | RCT Barcelona                                               | Barcelona                                                   |
| XIX      | 1929 | Enrique Maier                                               | José María Tejada                                           | 6−1, 6−2, 6−0                                               | RST Pompeia                                                 | Barcelona                                                   |
| XX       | 1930 | Enrique Maier                                               | Francesc Sindreu                                            | 6−3, 6−4, 6−3                                               | RLT Turó                                                    | Barcelona                                                   |
| XXI      | 1931 | Enrique Maier                                               | Manuel Alonso                                               | 6−4, 5−7, 7−9, 6−2, 6−1                                     | RCT Barcelona                                               | Barcelona                                                   |
| XXII     | 1932 | Enrique Maier                                               | Antoni Juanico                                              | 6−1, 6−1, 6−1                                               | RST Pompeia                                                 | Barcelona                                                   |
| XXIII    | 1933 | Enrique Maier                                               | Eduard Flaquer                                              | 7−5, 7−5, 6−2                                               | Club de Campo                                               | Madrid                                                      |
| XXIV     | 1934 | Enrique Maier                                               | Artur Suqué                                                 | 6−1, 6−1, 7−5                                               | Sporting Club                                               | València                                                    |
| XXV      | 1935 | Enrique Maier (7)                                           | Joan Manel Blanc                                            | 7−5, 2−6, 6−0, 6−1                                          | RCT Barcelona                                               | Barcelona                                                   |
| XXVI     | 1936 | Pere Masip                                                  | Francesc Sindreu                                            | 6−1, 4−6, 6−4, 6−2                                          | RC Polo                                                     | Barcelona                                                   |
|          | 1937 | Edicions no celebrades a causa de la Guerra Civil espanyola | Edicions no celebrades a causa de la Guerra Civil espanyola | Edicions no celebrades a causa de la Guerra Civil espanyola | Edicions no celebrades a causa de la Guerra Civil espanyola | Edicions no celebrades a causa de la Guerra Civil espanyola |
| 1938     |      | Edicions no celebrades a causa de la Guerra Civil espanyola | Edicions no celebrades a causa de la Guerra Civil espanyola | Edicions no celebrades a causa de la Guerra Civil espanyola | Edicions no celebrades a causa de la Guerra Civil espanyola | Edicions no celebrades a causa de la Guerra Civil espanyola |
| 1939     |      | Edicions no celebrades a causa de la Guerra Civil espanyola | Edicions no celebrades a causa de la Guerra Civil espanyola | Edicions no celebrades a causa de la Guerra Civil espanyola | Edicions no celebrades a causa de la Guerra Civil espanyola | Edicions no celebrades a causa de la Guerra Civil espanyola |
| XXVII    | 1940 | Joan Manel Blanc                                            | Lluís Carles                                                | 6−4, 7−5, 6−1, 6−4                                          | RC Tenis                                                    | Sant Sebastià                                               |
| XXVIII   | 1941 | Joan Manel Blanc (2)                                        | Lluís Carles                                                | 6−1, 6−4, 6−8, 3−6, 6−4                                     | RST Pompeia                                                 | Barcelona                                                   |
| XXIX     | 1942 | Lluís Carles                                                | Jaume Bartrolí                                              | 6−2, 7−5, 6−4                                               | RCT Barcelona                                               | Barcelona                                                   |
| XXX      | 1943 | Pere Castellà                                               | Lluís Carles                                                | 6−0, 6−4, 1−6, 8−10, 6−4                                    | RST Magdalena                                               | Santander                                                   |
| XXXI     | 1944 | Pere Castellà (2)                                           | Lluís Carles                                                | 7−5, 6−8, 6−4, 6−4                                          | RC Jolaseta                                                 | Neguri-Bilbao                                               |
| XXXII    | 1945 | Pere Masip                                                  | Pere Castellà                                               | 6−0, 2−6, 6−2, 7−5                                          | RC Puerta Hierro                                            | Madrid                                                      |
| XXXIII   | 1946 | Pere Masip                                                  | Lluís Carles                                                | 8−6, 6−3, 6−4                                               | RCT Turó                                                    | Barcelona                                                   |
| XXXIV    | 1947 | Pere Masip                                                  | Mario Szavost                                               | 6−4, 6−3, 6−1                                               | RC Jolaseta                                                 | Neguri-Bilbao                                               |
| XXXV     | 1948 | Pere Masip                                                  | Mario Szavost                                               | 6−4, 4−6, 6−1, 6−2                                          | Real Zaragoza CT                                            | Saragossa                                                   |
| XXXVI    | 1949 | Pere Masip                                                  | Lluís Carles                                                | 6−2, 6−3, 6−4                                               | Club Español de Tenis                                       | València                                                    |
| XXXVII   | 1950 | Pere Masip (7)                                              | Lluís Carles                                                | 6−2, 6−3, 6−1                                               | CT Oviedo                                                   | Oviedo                                                      |
| XXXVIII  | 1951 | Emilio Martínez                                             | Carles Ferrer                                               | 2−6, 6−4, 6−1, 6−2                                          | RS Santander                                                | Santander                                                   |
| XXXIX    | 1952 | Fernando Olózaga                                            | Carles Ferrer                                               | 3−6, 9−7, 4−6, 6−3, 8−6                                     | CT La Salut                                                 | Barcelona                                                   |
| XL       | 1953 | Carles Ferrer                                               | Emilio Martínez                                             | 6−1, 4−6, 9−11, 11−9, 6−3                                   | CA Montemar                                                 | Alacant                                                     |
| XLI      | 1954 | Emilio Martínez (2)                                         | Josep Maria Draper                                          | 6−1, 6−1, 10−8                                              | RC Tenis                                                    | Sant Sebastià                                               |
| XLII     | 1955 | Juan Manuel Couder                                          | Andreu Gimeno                                               | 2−6, 3−6, 6−1, 6−3, 7−5                                     | RCT Turó                                                    | Barcelona                                                   |
| XLIII    | 1956 | Juan Manuel Couder                                          | Andreu Gimeno                                               | 6−4, 4−6, 6−4, 6−2                                          | RCT Betis                                                   | Sevilla                                                     |
| XLIV     | 1957 | Andreu Gimeno                                               | Juan Manuel Couder                                          | 5−7, 6−3, 6−1, 6−4                                          | RC Jolaseta                                                 | Neguri-Bilbao                                               |
| XLV      | 1958 | Manuel Santana                                              | Juan Manuel Couder                                          | 6−8, 6−3, 6−4, 8−6                                          | Real Zaragoza CT                                            | Saragossa                                                   |
| XLVI     | 1959 | Andreu Gimeno                                               | Juan Manuel Couder                                          | 1−6, 6−4, 6−1, 6−3                                          | CT Alameda                                                  | Madrid                                                      |
| XLVII    | 1960 | Manuel Santana                                              | Josep Lluís Arilla                                          | 6−1, 9−7, 8−6                                               | Club de Campo                                               | Vigo                                                        |
| XLVIII   | 1961 | Manuel Santana                                              | Juan Manuel Couder                                          | 6−3, 6−3, 6−3                                               | RCT Turó                                                    | Barcelona                                                   |
| XLIX     | 1962 | Manuel Santana                                              | Juan Manuel Couder                                          | 6−2, 7−5, 6−2                                               | CT València                                                 | València                                                    |
| L        | 1963 | Manuel Santana                                              | Juan Manuel Couder                                          | 6−2, 8−6, 6−3                                               | RC Polo                                                     | Barcelona                                                   |
| LI       | 1964 | Manuel Santana                                              | Juan Manuel Couder                                          | 6−3, 6−2, 6−4                                               | RCT Barcelona                                               | Barcelona                                                   |
| LII      | 1965 | Juan Manuel Couder                                          | Joan Gisbert                                                | 6−4, 6−1, 6−2                                               | CT La Salut                                                 | Barcelona                                                   |
| LIII     | 1966 | Juan Manuel Couder (4)                                      | Joan Gisbert                                                | 1−6, 6−4, 6−1, 6−3                                          | RC Recreativo                                               | Huelva                                                      |
| LIV      | 1967 | Manuel Orantes                                              | Josep Lluís Arilla                                          | 1−6, 6−4, 6−1, 6−3                                          | Murcia CT                                                   | Múrcia                                                      |
| LV       | 1968 | Manuel Santana                                              | Manuel Orantes                                              | 1−6, 6−4, 6−1, 6−3                                          | RC Polo                                                     | Barcelona                                                   |
| LVI      | 1969 | Manuel Santana (8)                                          | Manuel Orantes                                              | 1−6, 6−4, 6−1, 6−3                                          | RCT Turó                                                    | Barcelona                                                   |
| LVII     | 1970 | Manuel Orantes                                              | Joan Gisbert                                                | 1−6, 6−4, 6−1, 6−3                                          | CT Chamartín                                                | Madrid                                                      |
| LVIII    | 1971 | Manuel Orantes                                              | Joan Gisbert                                                | 6−3, 10−8, 6−1                                              | CT Avilés                                                   | Avilés                                                      |
| LIX      | 1972 | Andreu Gimeno (3)                                           | Manuel Orantes                                              | 4−6, 4−6, 7−5, 6−0, 6−0                                     | Murcia CT                                                   | Múrcia                                                      |
| LX       | 1973 | José Higueras                                               | Joan Gisbert                                                | 6−3, 6−3, 4−6, 4−6, 6−3                                     | RC Polo                                                     | Barcelona                                                   |
| LXI      | 1974 | Manuel Orantes                                              | Antonio Muñoz                                               | 6−0, 6−0, 6−0                                               | RC Jolaseta                                                 | Neguri-Bilbao                                               |
| LXII     | 1975 | Manuel Orantes                                              | Antonio Muñoz                                               | 7−5, 6−4                                                    | CT València                                                 | València                                                    |
| LXIII    | 1976 | José Higueras (2)                                           | Joan Ignasi Muntañola                                       | 6−4, 1−6, 6−4, 6−3                                          | CT Oviedo                                                   | Oviedo                                                      |
| LXIV     | 1977 | Fernando Luna                                               | Xavier Soler                                                | 9−7, 6−2, 6−1                                               | CT La Salut                                                 | Barcelona                                                   |
| LXV      | 1978 | José García                                                 | Juan Herrera                                                | 6−3, 6−4, 6−1                                               | CT Elx                                                      | Elx                                                         |
| LXVI     | 1979 | Manuel Orantes (6)                                          | Antonio Muñoz                                               | 6−2, 6−1, 6−1                                               | Real Madrid CF                                              | Madrid                                                      |
| LXVII    | 1980 | Fernando Luna                                               | Roberto Vizcaíno                                            | 6−2, 7−6, 6−2                                               | Real Madrid CF                                              | Madrid                                                      |
| LXVIII   | 1981 | Fernando Luna                                               | Ángel Giménez                                               | 6−0, 6−4, 6−2                                               | CT Avilés                                                   | Avilés                                                      |
| LXIX     | 1982 | Sergio Casal                                                | José López-Maeso                                            | 3−6, 6−4, 6−3, 6−3                                          | CT Tarragona                                                | Tarragona                                                   |
| LXX      | 1983 | Emilio Sánchez                                              | Joan Aguilera                                               | 6−2, 6−2, 7−5                                               | RC Polo                                                     | Barcelona                                                   |
| LXXI     | 1984 | Jordi Bardou                                                | Juan Bautista Avendaño                                      | 6−1, 7−6, 6−2                                               | CT Puente Romano                                            | Marbella                                                    |
| LXXII    | 1985 | Emilio Sánchez                                              | Sergio Casal                                                | 6−1, 6−3, 7−5                                               | RST Granada                                                 | Granada                                                     |
| LXXIII   | 1986 | Emilio Sánchez                                              | Sergio Casal                                                | 6−3, 6−3, 6−4                                               | Club Español de Tenis                                       | València                                                    |
| LXXIV    | 1987 | Fernando Luna (3)                                           | Sergio Casal                                                | 3−6, 7−5, 6−4                                               | RC Pineda                                                   | Sevilla                                                     |
| LXXV     | 1988 | Emilio Sánchez                                              | Javier Sánchez                                              | 7−5, 6−3, 6−3                                               | Murcia CT                                                   | Múrcia                                                      |
| LXXVI    | 1989 | Emilio Sánchez (5)                                          | Javier Sánchez                                              | 6−3, 6−4                                                    | CA Montemar                                                 | Alacant                                                     |
| LXXVII   | 1990 | Sergi Bruguera                                              | Emilio Sánchez                                              | 6−2, 7−6, 6−4                                               | RCT Turó                                                    | Barcelona                                                   |
| LXXVIII  | 1991 | Carles Costa                                                | Sergi Bruguera                                              | 6−4, 2−6, 6−3, 6−2                                          | CT Chamartín                                                | Madrid                                                      |
| LXXIX    | 1992 | Carles Costa (2)                                            | Francisco Clavet                                            | 6−2, 6−0                                                    | TC Mallorca                                                 | Palma                                                       |
| LXXX     | 1993 | Javier Sánchez                                              | Juan Luis Rascón                                            | 6−3, 6−7, 6−1                                               | Real Zaragoza CT                                            | Saragossa                                                   |
| LXXXI    | 1994 | Tomàs Carbonell                                             | Albert Costa                                                | 6−3, 6−1                                                    | CT Elx                                                      | Elx                                                         |
| LXXXII   | 1995 | Francisco Clavet                                            | Juan Antonio Marín                                          | 6−2, 6−2                                                    | Murcia CT                                                   | Múrcia                                                      |
| LXXXIII  | 1996 | Carles Moyà                                                 | Juan Luis Rascón                                            | 7−6, 7−6                                                    | CT S'Agaró                                                  | S'Agaró                                                     |
| LXXXIV   | 1997 | Alberto Berasategui                                         | Albert Costa                                                | 6−0, 6−1                                                    | CT La Coruña                                                | La Corunya                                                  |
| LXXXV    | 1998 | Àlex Corretja                                               | Albert Costa                                                | 6−4, 5−7, 6−2                                               | CT Pamplona                                                 | Pamplona                                                    |
| LXXXVI   | 1999 | Francisco Clavet (2)                                        | Juan Carlos Ferrero                                         | 6−3, 4−6, 6−3                                               | CT Albacete                                                 | Albacete                                                    |
| LXXXVII  | 2000 | Àlex Corretja                                               | Francisco Clavet                                            | 6−3, 7−6                                                    | RS Tiro Pichón                                              | Granada                                                     |
| LXXXVIII | 2001 | Àlex Corretja (3)                                           | Tommy Robredo                                               | 7−5, 7−6                                                    | CT Ciutadella                                               | Ciutadella de Menorca                                       |
| LXXXIX   | 2002 | Tommy Robredo                                               | Fernando Verdasco                                           | 6−1, 6−3                                                    | Murcia CT                                                   | Múrcia                                                      |
| XC       | 2003 | Feliciano López                                             | Rafael Nadal                                                | 6−4, 6−4                                                    | Club Internacional de Tenis                                 | Majadahonda                                                 |
| XCI      | 2004 | Fernando Verdasco                                           | Guillermo García                                            | 6−3, 6−3                                                    | Club Internacional de Tenis                                 | Majadahonda                                                 |
| XCII     | 2005 | Fernando Verdasco                                           | Javier Genaro                                               | 6−1, 6−1                                                    | CMD Las Norias                                              | Logronyo                                                    |
| XCIII    | 2006 | Nicolás Almagro                                             | Rubén Ramírez                                               | 6−4, 6−4                                                    | RST Magdalena                                               | Santander                                                   |
| XCIV     | 2007 | Nicolás Almagro (2)                                         | Albert Portas                                               | 6−1, 7−5                                                    | CT Albacete                                                 | Albacete                                                    |
| XCV      | 2008 | Óscar Hernández                                             | Pablo Andújar                                               | 6−2, 6−2                                                    | Cercle Sabadellès 1856                                      | Sabadell                                                    |
| XCVI     | 2009 | David Marrero                                               | Íñigo Cervantes                                             | 1−6, 6−2, 6−2                                               | CTT Blas Infante                                            | Sevilla                                                     |
| XCVII    | 2010 | Daniel Monedero                                             | Miguel Ángel López                                          | 0−6, 6−3, 7−6                                               | CT Albacete                                                 | Albacete                                                    |
| XCVIII   | 2011 | Albert Montañés                                             | Pere Riba                                                   | 6−4, 3−0, retirada                                          | CE Laietà                                                   | Barcelona                                                   |
| XCIX     | 2012 | Pablo Andújar                                               | Albert Ramos                                                | 6−3, 6−4                                                    | CT Benicarló                                                | Benicarló                                                   |
| C        | 2013 | Fernando Verdasco (3)                                       | Feliciano López                                             | 6−7, 6−4, 7−6                                               | Pavelló Barris Nord                                         | Lleida                                                      |
| CI       | 2014 | Daniel Muñoz                                                | Roberto Carballés                                           | 4−6, 6−1, 7−6(4)                                            | CT St. Joan Despí                                           | Sant Joan Despí                                             |
| CII      | 2015 | Steven Díez                                                 | Jaume Munar                                                 | 6−4, 3−6, 6−4                                               | CT St. Joan Despí                                           | Sant Joan Despí                                             |
| CIII     | 2016 | Albert Ramos                                                | Roberto Carballés                                           | 3−6, 6−4, 6−1                                               | Rafa Nadal Academy                                          | Manacor                                                     |
| CIV      | 2017 | Carlos Taberner                                             | Pedro Martínez                                              | 6−4, 4−6, 6−1                                               | RST Granada                                                 | Granada                                                     |

### Dobles masculins absolut
| Edició   | Any  | Campions                                                    | Subcampions                                                 | Resultat                                                    | Seu                                                         | Ciutat                                                      |
| -------- | ---- | ----------------------------------------------------------- | ----------------------------------------------------------- | ----------------------------------------------------------- | ----------------------------------------------------------- | ----------------------------------------------------------- |
| I        | 1923 | Antoni Juanico Ricardo Saprissa                             | Raimon Morales Francesc Sindreu                             | 6−2, 6−3, 2−6, 6−0                                          | RLT Turó                                                    | Barcelona                                                   |
| II       | 1924 | Antoni Juanico Ricardo Saprissa (2)                         | Raimon Morales Josep Maria Tarruella                        | 5−7, 2−6, 6−2, 6−3                                          | LTC Huelva                                                  | Huelva                                                      |
| III      | 1925 | Raimon Morales José Eduardo Olano                           | P. Parra R. Muñoz                                           | 6−2, 6−0, 6−1                                               | RST Santander                                               | Santander                                                   |
| IV       | 1926 | Eduard Flaquer Raimon Morales                               | Francesc Sindreu Josep Maria Tarruella                      | 6−3, 6−1, 6−2                                               | Real Zaragoza CT                                            | Saragossa                                                   |
| V        | 1927 | Eduard Flaquer Raimon Morales                               | José María Tejada Josep Maria Tarruella                     | 6−4, 7−5, 6−1                                               | RC Puerta Hierro                                            | Madrid                                                      |
| VI       | 1928 | Eduard Flaquer Raimon Morales (3)                           | Francesc Sindreu Antoni Juanico                             | 6−1, 6−4, 6−1                                               | RCT Barcelona                                               | Barcelona                                                   |
| VII      | 1929 | Enrique Maier Francesc Sindreu                              | Ricardo Saprissa Antoni Juanico                             | 6−4, 4−6, 6−2, 7−5                                          | RST Pompeia                                                 | Barcelona                                                   |
| VIII     | 1930 | Enrique Maier Eduard Flaquer                                | Francesc Sindreu José María Tejada                          | 1−6, 7−5, 6−3, 6−2                                          | RLT Turó                                                    | Barcelona                                                   |
| IX       | 1931 | Jaime Durall Eduard Flaquer                                 | José María Tejada A. Riera                                  | 6−2, 6−1, 0−6, 6−4                                          | RCT Barcelona                                               | Barcelona                                                   |
| X        | 1932 | Enrique Maier Francesc Sindreu                              | José María Tejada A. Riera                                  | 6−0, 6−3, 7−5                                               | RST Pompeia                                                 | Barcelona                                                   |
| XI       | 1933 | Jaime Durall Antoni Juanico                                 | I. Linares Antonio Boter                                    | 6−2, 6−2, 3−6, 6−4                                          | Club de Campo                                               | Madrid                                                      |
| XII      | 1934 | Enrique Maier Francesc Sindreu                              | Jordi Soler Joan Manel Blanc                                | 6−1, 6−4, 6−2                                               | Sporting Club                                               | València                                                    |
| XIII     | 1935 | Joan Manel Blanc Enrique Maier                              | Antonio Boter R. Rubió                                      | 6−0, 6−3, 6−2                                               | RCT Barcelona                                               | Barcelona                                                   |
| XIV      | 1936 | Antonio Boter R. Rubió                                      | Pere Masip Artur Suqué                                      | 6−2, 7−5, 6−2                                               | RC Polo                                                     | Barcelona                                                   |
|          | 1937 | Edicions no celebrades a causa de la Guerra Civil espanyola | Edicions no celebrades a causa de la Guerra Civil espanyola | Edicions no celebrades a causa de la Guerra Civil espanyola | Edicions no celebrades a causa de la Guerra Civil espanyola | Edicions no celebrades a causa de la Guerra Civil espanyola |
| 1938     |      | Edicions no celebrades a causa de la Guerra Civil espanyola | Edicions no celebrades a causa de la Guerra Civil espanyola | Edicions no celebrades a causa de la Guerra Civil espanyola | Edicions no celebrades a causa de la Guerra Civil espanyola | Edicions no celebrades a causa de la Guerra Civil espanyola |
| 1939     |      | Edicions no celebrades a causa de la Guerra Civil espanyola | Edicions no celebrades a causa de la Guerra Civil espanyola | Edicions no celebrades a causa de la Guerra Civil espanyola | Edicions no celebrades a causa de la Guerra Civil espanyola | Edicions no celebrades a causa de la Guerra Civil espanyola |
| XV       | 1940 | Lluís Carles Jordi Soler                                    | Josep Garriga-Nogués Joan Manel Blanc                       | 3−6, 6−3, 5−7, 6−2, 6−2                                     | RC Tenis                                                    | Sant Sebastià                                               |
| XVI      | 1941 | Joan Manel Blanc J.M. Olózaga                               | Lluís Carles Jordi Soler                                    | 6−2, 6−3, 5−7, 4−6, 6−3                                     | RST Pompeia                                                 | Barcelona                                                   |
| XVII     | 1942 | Jaume Bartrolí Lluís Carles                                 | F. Couder Fernando Olózaga                                  | 10−8, 6−2, 6−4                                              | RCT Barcelona                                               | Barcelona                                                   |
| XVIII    | 1943 | Jaume Bartrolí Lluís Carles (2)                             | Manel Ayxelà J. Soler Bardem                                | 6−1, 6−1                                                    | RST Magdalena                                               | Santander                                                   |
| XIX      | 1944 | Enrique Maier Fernando Olózaga                              | Jaume Bartrolí Lluís Carles                                 | 6−4, 6−4, 5−7, 6−0                                          | RC Jolaseta                                                 | Neguri-Bilbao                                               |
| XX       | 1945 | Jaume Bartrolí Pere Castellà                                | F. Couder J. Fleischner                                     | 6−1, 6−0, 6−4                                               | RC Puerta Hierro                                            | Madrid                                                      |
| XXI      | 1946 | Jaume Bartrolí Pere Masip                                   | J. Fleischner Fernando Olózaga                              | 6−2, 6−1, 6−1                                               | RCT Turó                                                    | Barcelona                                                   |
| XXII     | 1947 | Jaume Bartrolí Pere Masip                                   | Mario Szavost Fernando Olózaga                              | 6−3, 6−1, 6−1                                               | RC Jolaseta                                                 | Neguri-Bilbao                                               |
| XXIII    | 1948 | Jaume Bartrolí Pere Masip                                   | J. Soler Bardem Jaime Durall                                | 6−1, 6−2, 6−3                                               | Real Zaragoza CT                                            | Saragossa                                                   |
| XXIV     | 1949 | Jaume Bartrolí Pere Masip                                   | Lluís Carles J. Albiol                                      | 8−6, 6−2, 6−2                                               | Club Español de Tenis                                       | València                                                    |
| XXV      | 1950 | Pere Masip Josep Maria Draper                               | Jaume Bartrolí Lluís Carles                                 | 6−4, 8−6, 6−4                                               | CT Oviedo                                                   | Oviedo                                                      |
| XXVI     | 1951 | Emilio Martínez Eduardo Fleischner                          | Jaume Bartrolí Fernando Olózaga                             | 6−2, 6−8, 6−1, 6−2                                          | RS Santander                                                | Santander                                                   |
| XXVII    | 1952 | Emilio Martínez Jaume Bartrolí                              | Carles Ferrer M. Rincón                                     | 6−3, 12−10, 3−6, 4−6, 6−3                                   | CT La Salut                                                 | Barcelona                                                   |
| XXVIII   | 1953 | Eduardo Fleischner Fernando Olózaga                         | Jaume Bartrolí Emilio Martínez                              | 6−0, 6−4, 6−1                                               | CA Montemar                                                 | Alacant                                                     |
| XXIX     | 1954 | Juan Manuel Couder Andreu Gimeno                            | Eduardo Fleischner Fernando Olózaga                         | 4−6, 6−8, 8−6, 8−6, 10−8                                    | RC Tenis                                                    | Sant Sebastià                                               |
| XXX      | 1955 | Albert Arilla Andreu Gimeno                                 | Juan Manuel Couder Fernando Olózaga                         | 4−6, 6−3, 6−1, 11−9                                         | RCT Turó                                                    | Barcelona                                                   |
| XXXI     | 1956 | Albert Arilla Andreu Gimeno                                 | Juan Manuel Couder Fernando Olózaga                         | 6−4, 6−2, 6−1                                               | RCT Betis                                                   | Sevilla                                                     |
| XXXII    | 1957 | Albert Arilla Andreu Gimeno                                 | Antonio Martínez Emilio Martínez                            | Renúncia                                                    | RC Jolaseta                                                 | Neguri-Bilbao                                               |
| XXXIII   | 1958 | Albert Arilla Andreu Gimeno                                 | Juan Manuel Couder Manuel Santana                           | 6−3, 7−5, 7−9, 6−3                                          | Real Zaragoza CT                                            | Saragossa                                                   |
| XXXIV    | 1959 | Albert Arilla Andreu Gimeno (5)                             | Juan Manuel Couder Manuel Santana                           | 2−6, 6−1, 6−2, 6−2                                          | CT Alameda                                                  | Madrid                                                      |
| XXXV     | 1960 | Manuel Santana Juan Manuel Couder                           | Josep Lluís Arilla Antonio Martínez                         | 4−6, 4−6, 6−3, 6−3, 6−1                                     | Club de Campo                                               | Vigo                                                        |
| XXXVI    | 1961 | Antonio Martínez Albert Arilla                              | Manuel Santana Josep Lluís Arilla                           | 6−2, 6−3, 12−10                                             | RCT Turó                                                    | Barcelona                                                   |
| XXXVII   | 1962 | Manuel Santana Josep Lluís Arilla                           | Albert Arilla Emilio Martínez                               | 2−6, 6−4, 6−1, 2−6, 6−1                                     | CT València                                                 | València                                                    |
| XXXVIII  | 1963 | Albert Arilla Josep Lluís Arilla                            | Manuel Santana Antonio Martínez                             | 6−3, 6−4, 3−6, 6−2                                          | RC Polo                                                     | Barcelona                                                   |
| XXXIX    | 1964 | Juan Manuel Couder Albert Esplugas                          | Alberto Durall F. Casado                                    | 6−1, 6−1, 6−3                                               | RCT Barcelona                                               | Barcelona                                                   |
| XL       | 1965 | Juan Manuel Couder Antonio Martínez                         | Reñaga Fleischner                                           | 6−0, 6−1, 6−0                                               | CT La Salut                                                 | Barcelona                                                   |
| XLI      | 1966 | Josep Lluís Arilla Josep Maria Gisbert                      | Albert Esplugas Manuel Orantes                              | 4−6, 6−4, 6−4, 6−2                                          | RC Recreativo                                               | Huelva                                                      |
| XLII     | 1967 | Josep Lluís Arilla Manuel Orantes                           | J.A. Castañón E. Molina                                     | 6−2, 6−4, 6−2                                               | Murcia CT                                                   | Múrcia                                                      |
| XLIII    | 1968 | Manuel Santana Josep Maria Gisbert                          | Josep Lluís Arilla Manuel Orantes                           | 3−6, 7−5, 3−6, 6−4, 9−7                                     | RC Polo                                                     | Barcelona                                                   |
| XLIV     | 1969 | Manuel Santana Josep Maria Gisbert (2)                      | Manuel Orantes Antonio Muñoz                                | 5−7, 6−1, 6−4, 6−4                                          | RCT Turó                                                    | Barcelona                                                   |
| XLV      | 1970 | Manuel Orantes Antonio Muñoz                                | Lluís Bruguera José Guerrero                                | 6−1, 6−4, 7−5                                               | CT Chamartín                                                | Madrid                                                      |
| XLVI     | 1971 | Manuel Orantes Antonio Muñoz                                | Josep Lluís Arilla José Guerrero                            | 6−4, 6−4, 3−6, 6−3                                          | CT Avilés                                                   | Avilés                                                      |
| XLVII    | 1972 | Andreu Gimeno Antonio Muñoz                                 | Josep Maria Gisbert Manuel Orantes                          | Renúncia                                                    | Murcia CT                                                   | Múrcia                                                      |
| XLVIII   | 1973 | Manuel Orantes Antonio Muñoz (3)                            | José Higueras José Moreno                                   | 3−6, 6−3, 2−6, 6−4, 6−2                                     | RC Polo                                                     | Barcelona                                                   |
| XLIX     | 1974 | Antonio Muñoz Joan Ignasi Muntañola                         | Manuel Orantes Lluís Bruguera                               | 6−2, 8−6                                                    | RC Jolaseta                                                 | Neguri-Bilbao                                               |
| L        | 1975 | Manuel Orantes Josep Maria Gisbert                          | José Higueras Antonio Muñoz                                 | 6−1, 3−6, 6−4                                               | CT València                                                 | València                                                    |
| LI       | 1976 | José Higueras Antonio Muñoz                                 | José Moreno Rafael Ruiz                                     | 6−4, 2−6, 6−2                                               | CT Oviedo                                                   | Oviedo                                                      |
| LII      | 1977 | Lluís Bruguera Rafael Ruiz                                  | José Moreno A. Barranco                                     | 2−6, 6−4, 6−2                                               | CT La Salut                                                 | Barcelona                                                   |
| LIII     | 1978 | Lluís Bruguera Rafael Ruiz (2)                              | José García A. Capitán                                      | 6−4, 6−1                                                    | CT Elx                                                      | Elx                                                         |
| LIV      | 1979 | Manuel Orantes Ángel Giménez                                | Andreu Gimeno Antonio Muñoz                                 | 3−6, 6−4, 6−3                                               | Real Madrid CF                                              | Madrid                                                      |
| LV       | 1980 | Miquel Mir José López-Maeso                                 | Lorenzo Fargas Roberto Vizcaíno                             | 6−1, 6−1                                                    | Real Madrid CF                                              | Madrid                                                      |
| LVI      | 1981 | Ángel Giménez Sergio Casal                                  | Juan Bautista Avendaño Ernesto Vázquez                      | 6−3, 6−2                                                    | CT Avilés                                                   | Avilés                                                      |
| LVII     | 1982 | Miquel Mir José López-Maeso                                 | Sergio Casal Juan Bautista Avendaño                         | 6−0, 6−2                                                    | CT Tarragona                                                | Tarragona                                                   |
| LVIII    | 1983 | Lorenzo Fargas Gabriel Urpí                                 | Jordi Arrese Juan Carlos Báguena                            | 6−4, 6−2                                                    | RC Polo                                                     | Barcelona                                                   |
| LIX      | 1984 | Jordi Arrese Roberto Vizcaíno                               | Sergio Casal Emilio Sánchez                                 | 7−5, 3−6, 8−6                                               | CT Puente Romano                                            | Marbella                                                    |
| LX       | 1985 | Sergio Casal Emilio Sánchez                                 | David de Miguel Jesus Colás                                 | 7−6, 6−3                                                    | RST Granada                                                 | Granada                                                     |
| LXI      | 1986 | Sergio Casal Emilio Sánchez                                 | David de Miguel Jesus Colás                                 | 6−0, 6−4                                                    | Club Español de Tenis                                       | València                                                    |
|          | 1987 | Edició no celebrada                                         | Edició no celebrada                                         | Edició no celebrada                                         | Edició no celebrada                                         | Edició no celebrada                                         |
| LXII     | 1988 | Sergio Casal Emilio Sánchez                                 | Jordi Arrese Javier Sánchez                                 | 6−2, 4−6, 6−4                                               | Murcia CT                                                   | Múrcia                                                      |
| LXIII    | 1989 | Sergio Casal Emilio Sánchez (4)                             | Tomàs Carbonell Francisco Roig                              | 6−7, 6−2, 6−2                                               | CA Montemar                                                 | Alacant                                                     |
| LXIV     | 1990 | Francisco Clavet Carles Costa                               | Sergio Casal Emilio Sánchez                                 | 6−4, 6−0                                                    | RCT Turó                                                    | Barcelona                                                   |
| LXV      | 1991 | Francisco Clavet Carles Costa (2)                           | Sergi Bruguera Francisco Roig                               | 6−3, 5−7, 6−4                                               | CT Chamartín                                                | Madrid                                                      |
| LXVI     | 1992 | Javier Sánchez Jordi Burillo                                | Àlex Corretja José Imaz                                     | 6−2, 7−5                                                    | TC Mallorca                                                 | Palma                                                       |
| LXVII    | 1993 | José Imaz Emilio Álvarez                                    | Jesús Manteca Marcos Pérez                                  | 6−3, 6−3                                                    | Real Zaragoza CT                                            | Saragossa                                                   |
| LXVIII   | 1994 | Francisco Clavet José Manuel Clavet                         | Juan Luis Rascón Javier Sánchez                             | 7−6, 6−2                                                    | CT Elx                                                      | Elx                                                         |
| LXIX     | 1995 | David Salvador Victor Sendín                                | José Francisco Altur Germán López                           | 6−1, 6−4                                                    | Murcia CT                                                   | Múrcia                                                      |
| LXX      | 1996 | Juan Luis Rascón Miguel Valor                               | Jordi Mas M. Roy                                            | 1−6, 6−3, 6−2                                               | CT S'Agaró                                                  | S'Agaró                                                     |
| LXXI     | 1997 | J.C. Velasco David Salvador                                 | J.A. Sáiz E. Viuda                                          | 6−2, 6−4                                                    | CT La Coruña                                                | La Corunya                                                  |
| LXXII    | 1998 | Juan Carlos Ferrero Vicente Solves                          | A. Honrado D. Iniesta                                       | 6−4, 7−5                                                    | CT Pamplona                                                 | Pamplona                                                    |
| LXXIII   | 1999 | Fernando Vicente José María Vicente                         | Juan Carlos Ferrero Pedro Rico                              | 7−6, 5−7, 6−4                                               | CT Albacete                                                 | Albacete                                                    |
| LXXIV    | 2000 | Tommy Robredo Santiago Ventura                              | Fernando Vicente José María Vicente                         | 6−3, 6−3                                                    | RS Tiro Pichón                                              | Granada                                                     |
| LXXV     | 2001 | Fernando Vicente José María Vicente (2)                     | Santiago Ventura Pedro Rico                                 | 6−1, 6−3                                                    | CT Ciutadella                                               | Ciutadella de Menorca                                       |
| LXXVI    | 2002 | Carles Reixach Miguel Ángel López                           | Juan Carlos Ferrero Guillermo García                        | Renúncia                                                    | Murcia CT                                                   | Múrcia                                                      |
| LXXVII   | 2003 | Iván Esquerdo Daniel Monedero                               | Jonathan García Alberto González                            | 6−4, 7−6                                                    | Club Internacional de Tenis                                 | Majadahonda                                                 |
| LXXVIII  | 2004 | Guillem Burniol Guillermo García                            | Francisco Clavet José Manuel Clavet                         | 6−1, 7−5                                                    | Club Internacional de Tenis                                 | Majadahonda                                                 |
| LXXIX    | 2005 | Nicolás Almagro Fernando Vicente                            | Esteban Carril Marc Fornell                                 | 6−3, 6−3                                                    | CMD Las Norias                                              | Logronyo                                                    |
| LXXX     | 2006 | Rubén Ramírez José Antonio Sánchez                          | Iván Esquerdo Daniel Monedero                               | 6−4, 6−0                                                    | RST Magdalena                                               | Santander                                                   |
| LXXXI    | 2007 | Iván Esquerdo Daniel Monedero (2)                           | Óscar Burrieza Marc Fornell                                 | 3−6, 6−2, 6−2                                               | CT Albacete                                                 | Albacete                                                    |
| LXXXII   | 2008 | David Marrero Daniel Muñoz                                  | Marc Fornell Miguel Ángel López                             | 4−6, 7−5, [10−8]                                            | Cercle Sabadellès 1856                                      | Sabadell                                                    |
| LXXXIII  | 2009 | David Marrero Rubén Ramírez                                 | Marc Fornell José Antonio Sánchez                           | 6−4, 3−6, [10−8]                                            | CTT Blas Infante                                            | Sevilla                                                     |
| LXXXIV   | 2010 | David Marrero Carles Poch                                   | Daniel Monedero Joaquín Muñoz                               | 6−1, 6−4                                                    | CT Albacete                                                 | Albacete                                                    |
| LXXXV    | 2011 | Guillermo Olaso Pere Riba                                   | Marc Fornell Miguel Ángel López                             | 6−2, 6−2                                                    | CE Laietà                                                   | Barcelona                                                   |
| LXXXVI   | 2012 | Marc Fornell Miguel Ángel López                             | Jordi Marsé Carles Poch                                     | 7−6, 7−6                                                    | CT Benicarló                                                | Benicarló                                                   |
| LXXXVII  | 2013 | Adrián Menéndez Rubén Ramírez                               | José Checa Carles Poch                                      | 6−4, 6−4                                                    | Pavelló Barris Nord                                         | Lleida                                                      |
| LXXXVIII | 2014 | Roberto Carballés Oriol Roca                                | Marc López Pol Toledo                                       | 6−1, 6−4                                                    | CT St. Joan Despí                                           | Sant Joan Despí                                             |
| LXXXIX   | 2015 | Jaume Munar Marc López                                      | Sergio Martos Pol Toledo                                    | 6−3, 7−5                                                    | CT St. Joan Despí                                           | Sant Joan Despí                                             |
| XC       | 2016 | Marc López Rafael Nadal                                     | Joaquín Muñoz David Pérez                                   | 7−6(9), 7−6(1)                                              | Rafa Nadal Academy                                          | Manacor                                                     |
| XCI      | 2017 | Pedro Martínez Carlos Taberner                              | Alberto Romero Miguel Semmler                               | 6−1, 6−2                                                    | RST Granada                                                 | Granada                                                     |

### Dobles mixts absolut
| Edició  | Any  | Campions                                                    | Subcampions                                                 | Resultat                                                    | Seu                                                         | Ciutat                                                      |
| ------- | ---- | ----------------------------------------------------------- | ----------------------------------------------------------- | ----------------------------------------------------------- | ----------------------------------------------------------- | ----------------------------------------------------------- |
| I       | 1927 | Josefa Gomar Eduard Flaquer                                 | Rosa Torras Josep Maria Tarruella                           | 6−3, 6−1, 6−4                                               | RC Puerta Hierro                                            | Madrid                                                      |
| II      | 1928 | Bella Dutton Eduard Flaquer                                 | Maria Lluïsa Marnet Enrique Maier                           | 6−3, 6−4                                                    | RCT Barcelona                                               | Barcelona                                                   |
| III     | 1929 | Rosa Torras Enrique Maier                                   | Isabel Fonrodona Antonio Boter                              | 6−4, 6−0                                                    | RST Pompeia                                                 | Barcelona                                                   |
| IV      | 1930 | Maria Lluïsa Marnet Francesc Sindreu                        | Rosa Torras Enrique Maier                                   | 6−0, retirada                                               | RLT Turó                                                    | Barcelona                                                   |
| V       | 1931 | Rosa Torras Enrique Maier (2)                               | Yolanda Chailly Ricardo Saprissa                            | 6−3, 6−4                                                    | RCT Barcelona                                               | Barcelona                                                   |
| VI      | 1932 | Rosa Torras Alberto Durall                                  | Yolanda Chailly Antonio Boter                               | 6−3, 1−6, 10−8                                              | RST Pompeia                                                 | Barcelona                                                   |
| VII     | 1933 | María Cruz López Eduard Flaquer                             | Yolanda Chailly Antonio Boter                               | 6−1, 6−3                                                    | Club de Campo                                               | Madrid                                                      |
| VIII    | 1934 | Isabel Maier Enrique Maier                                  | María Cruz López Francesc Sindreu                           | 6−3, 5−7, 6−4                                               | Sporting Club                                               | València                                                    |
| IX      | 1935 | Pepa Chávarri Joan Manel Blanc                              | María Cruz López Antonio Boter                              | 6−3, 6−0, 6−1                                               | RCT Barcelona                                               | Barcelona                                                   |
| X       | 1936 | Isabel Maier Antonio Boter                                  | D. Rifé Lluís Carles                                        | 6−2, 7−5                                                    | RC Polo                                                     | Barcelona                                                   |
|         | 1937 | Edicions no celebrades a causa de la Guerra Civil espanyola | Edicions no celebrades a causa de la Guerra Civil espanyola | Edicions no celebrades a causa de la Guerra Civil espanyola | Edicions no celebrades a causa de la Guerra Civil espanyola | Edicions no celebrades a causa de la Guerra Civil espanyola |
| 1938    |      | Edicions no celebrades a causa de la Guerra Civil espanyola | Edicions no celebrades a causa de la Guerra Civil espanyola | Edicions no celebrades a causa de la Guerra Civil espanyola | Edicions no celebrades a causa de la Guerra Civil espanyola | Edicions no celebrades a causa de la Guerra Civil espanyola |
| 1939    |      | Edicions no celebrades a causa de la Guerra Civil espanyola | Edicions no celebrades a causa de la Guerra Civil espanyola | Edicions no celebrades a causa de la Guerra Civil espanyola | Edicions no celebrades a causa de la Guerra Civil espanyola | Edicions no celebrades a causa de la Guerra Civil espanyola |
| XI      | 1940 | Pepa Chávarri Lluís Carles                                  | María África García F. Couder                               | 6−4, 7−5                                                    | RC Tenis                                                    | Sant Sebastià                                               |
| XII     | 1941 | Isabel Maier Joan Manel Blanc                               | Gertrudis Losse Antonio Boter                               | Renúncia                                                    | RST Pompeia                                                 | Barcelona                                                   |
| XIII    | 1942 | Pepa Chávarri Jaume Bartrolí                                | Isabel Maier Lluís Carles                                   | 6−2, 6−4                                                    | RCT Barcelona                                               | Barcelona                                                   |
| XIV     | 1943 | Pepa Chávarri Jaume Bartrolí (2)                            | "Srta. Moixó" Lluís Carles                                  | 6−4, 6−4                                                    | RST Magdalena                                               | Santander                                                   |
| XV      | 1944 | Isabel Maier Fernando Olózaga                               | E. Ferrando Lluís Carles                                    | 6−3, 6−0                                                    | RC Jolaseta                                                 | Neguri-Bilbao                                               |
| XVI     | 1945 | Maria Josefa Riba Jaume Bartrolí                            | Pepa Chávarri Pere Masip                                    | 6−4, 2−6, 6−4                                               | RC Puerta Hierro                                            | Madrid                                                      |
| XVII    | 1946 | Isabel Maier Pere Masip                                     | Maria Josefa Riba Jaume Bartrolí                            | 2−6, 6−4, 7−5                                               | RCT Turó                                                    | Barcelona                                                   |
| XVIII   | 1947 | Maria Josefa Riba Jaume Bartrolí                            | Isabel Maier J. Allende                                     | 6−3, 6−3                                                    | RC Jolaseta                                                 | Neguri-Bilbao                                               |
| XIX     | 1948 | Isabel Maier Pere Masip                                     | Maria Josefa Riba Jaume Bartrolí                            | 6−4, 2−6, 6−4                                               | Real Zaragoza CT                                            | Saragossa                                                   |
| XX      | 1949 | Isabel Maier Pere Masip (3)                                 | Maria Josefa Riba Jaume Bartrolí                            | 7−5, 6−3                                                    | Club Español de Tenis                                       | València                                                    |
| XXI     | 1950 | Maria Josefa Riba Jaume Bartrolí                            | Alicia Guri Lluís Carles                                    | Renúncia                                                    | CT Oviedo                                                   | Oviedo                                                      |
| XXII    | 1951 | Maria Josefa Riba Emilio Martínez                           | Alicia Guri Jaume Bartrolí                                  | 6−1, 6−1                                                    | RS Santander                                                | Santander                                                   |
| XXIII   | 1952 | Alicia Guri Emilio Martínez                                 | Maria Josefa Riba Jaume Bartrolí                            | 6−2, 7−5                                                    | CT La Salut                                                 | Barcelona                                                   |
| XXIV    | 1953 | Alicia Guri Emilio Martínez                                 | Pilar Barril Eduardo Fleischner                             | 6−3, 6−3                                                    | CA Montemar                                                 | Alacant                                                     |
| XXV     | 1954 | Maria Josefa Riba Fernando Olózaga                          | Alicia Guri Emilio Martínez                                 | 4−6, 6−3, 6−2                                               | RC Tenis                                                    | Sant Sebastià                                               |
| XXVI    | 1955 | Maria Josefa Riba Jaume Bartrolí (4)                        | Pilar Barril M. Rincón                                      | 6−3, 7−5                                                    | RCT Turó                                                    | Barcelona                                                   |
| XXVII   | 1956 | Pilar Barril Antonio Martínez                               | Alicia Guri Emilio Martínez                                 | 7−5, 7−9, 7−5                                               | RCT Betis                                                   | Sevilla                                                     |
| XXVIII  | 1957 | Alicia Guri Emilio Martínez (3)                             | Mercè Solsona Pere Castellà                                 | 6−0, 6−3                                                    | RC Jolaseta                                                 | Neguri-Bilbao                                               |
| XXIX    | 1958 | Pilar Barril Antonio Martínez (2)                           | Alicia Guri Emilio Martínez                                 | 6−4, 6−4                                                    | Real Zaragoza CT                                            | Saragossa                                                   |
| XXX     | 1959 | Alicia Guri Albert Arilla                                   | Pilar Barril Emilio Martínez                                | 11−9, 6−4                                                   | CT Alameda                                                  | Madrid                                                      |
| XXXI    | 1960 | Ana María Estalella Antonio Martínez                        | Alicia Guri Albert Arilla                                   | 6−4, 6−3                                                    | Club de Campo                                               | Vigo                                                        |
| XXXII   | 1961 | Ana María Estalella Antonio Martínez                        | Carmen Hernández Albert Arilla                              | 7−6, 6−2                                                    | RCT Turó                                                    | Barcelona                                                   |
| XXXIII  | 1962 | Ana María Estalella Antonio Martínez                        | Carmen Hernández Albert Arilla                              | Renúncia                                                    | CT València                                                 | València                                                    |
| XXXIV   | 1963 | Ana María Estalella Antonio Martínez (4)                    | Rosario Sendra Juan Manuel Couder                           | 6−2, 3−6, 6−1                                               | RC Polo                                                     | Barcelona                                                   |
| XXXV    | 1964 | Ana María Estalella Albert Esplugas                         | Pilar Barril F. Casado                                      | 6−4, 6−2                                                    | RCT Barcelona                                               | Barcelona                                                   |
| XXXVI   | 1965 | Carmen Hernández Manuel Orantes                             | Ana María Estalella Albert Esplugas                         | 6−2, 7−5                                                    | CT La Salut                                                 | Barcelona                                                   |
| XXXVII  | 1966 | Ana María Estalella Albert Esplugas (2)                     | Pilar Barril Antonio Martínez                               | 6−0, 6−2                                                    | RC Recreativo                                               | Huelva                                                      |
| XXXVIII | 1967 | Carmen Hernández Manuel Orantes (2)                         | Ana María Estalella J.A. Castañón                           | 6−1, 6−4                                                    | Murcia CT                                                   | Múrcia                                                      |
| XXXIX   | 1968 | Carmen Hernández Josep Lluís Arilla                         | Ana María Estalella J.A. Castañón                           | 5−7, 6−3, 6−0                                               | RC Polo                                                     | Barcelona                                                   |
| XL      | 1969 | Margit Schultze Josep Maria Gisbert                         | Ana María Estalella J.A. Castañón                           | 3−6, 6−2, 6−4                                               | RCT Turó                                                    | Barcelona                                                   |
| XLI     | 1970 | Margit Schultze Josep Maria Gisbert                         | Carmen Hernández J.A. Castañón                              | 6−3, 6−4                                                    | CT Chamartín                                                | Madrid                                                      |
| XLII    | 1971 | Margit Schultze Josep Maria Gisbert (3)                     | Ana María Estalella Lluís Bruguera                          | 8−6, 6−4                                                    | CT Avilés                                                   | Avilés                                                      |
| XLIII   | 1972 | Ana María Estalella Lluís Bruguera                          | Margit Schultze Josep Maria Gisbert                         | 6−1, 6−2                                                    | Murcia CT                                                   | Múrcia                                                      |
| XLIV    | 1973 | Mónica Alvarez Mon Carlos Puigmiquel                        | Ana María Estalella Lluís Bruguera                          | Títol pòstum                                                | RC Polo                                                     | Barcelona                                                   |
|         | 1974 | Edició no celebrada                                         | Edició no celebrada                                         | Edició no celebrada                                         | Edició no celebrada                                         | Edició no celebrada                                         |
| XLV     | 1975 | Carmen Hernández José Moreno                                | Ana María Estalella Lluís Bruguera                          | 6−2, 6−3                                                    | CT València                                                 | València                                                    |
|         | 1976 | Edició no celebrada                                         | Edició no celebrada                                         | Edició no celebrada                                         | Edició no celebrada                                         | Edició no celebrada                                         |
| XLVI    | 1977 | Carmen Hernández José Moreno                                | Carmen Bustamante Aniceto Álvarez                           | 4−6, 6−0, 6−4                                               | CT La Salut                                                 | Barcelona                                                   |
| XLVII   | 1978 | Carmen Hernández José Moreno                                |                                                             | 6−3, 6−1                                                    | CT Elx                                                      | Elx                                                         |
| XLVIII  | 1979 | Carmen Hernández José Moreno (4)                            | Victoria Baldovinos Andreu Gimeno                           | 7−6, 4−6, 6−3                                               | Real Madrid CF                                              | Madrid                                                      |
| XLIX    | 1980 | Carmen Perea Joan Ignasi Muntañola                          | Marisol Montaño José Moreno                                 | 6−4, 6−1                                                    | Real Madrid CF                                              | Madrid                                                      |
| L       | 1981 | Anna Almansa F. Ferrer                                      | Carmen Perea Gaston Escofet                                 | 6−4, 6−2                                                    | CT Avilés                                                   | Avilés                                                      |
| LI      | 1982 | Carmen Perea Lorenzo Fargas                                 | Victoria Baldovinos Andreu Gimeno                           | 6−2, 4−6, 6−1                                               | CT Tarragona                                                | Tarragona                                                   |
| LII     | 1983 | Carmen Perea Lorenzo Fargas                                 | Beatriz Pellón A. Capitán                                   | 4−6, 7−6, 6−0                                               | RC Polo                                                     | Barcelona                                                   |
| LIII    | 1984 | Carmen Perea Lorenzo Fargas (3)                             | Ninoska Souto Jesus Colás                                   | 7−5, 6−4                                                    | CT Puente Romano                                            | Marbella                                                    |
| LIV     | 1985 | Rosa Bielsa José Manuel Clavet                              | Carmen Perea Lorenzo Fargas                                 | 3−6, 7−5, 6−2                                               | RST Granada                                                 | Granada                                                     |
| LV      | 1986 | Rosa Bielsa David de Miguel                                 | Patricia Couder Juan Manuel Couder                          | 6−3, 2−6, 6−4                                               | Club Español de Tenis                                       | València                                                    |